# Нехинская улица
Не́хинская — одна из улиц Великого Новгорода. Начинается от перекрёстка с улицами Октябрьской и Белова и проходит в западном направлении, доходит до деревни Новая Мельница, переходя затем в Нехинское шоссе. Протяжённость — 1950 м.
Связывая центр с Западным районом, является одной из основных магистралей города.
В своём начале пересекается железной дорогой, затем имеет перекрёстки с улицей Ломоносова, проспектом Мира, улицей Кочетова.
Название получила решением Новгорисполкома от 13 января 1966 года. Ранее в этом районе располагалась Нехинская слобода.
Улица застроена административными и жилыми зданиями среди которых: ПАТП-1, производственное объединение «Старт», Гуманитарно - Экономический Колледж НовГУ, корпорация «Сплав», торговый дом «Нехинский», областной суд.
В настоящее время,  планируется постройка Жилого комплекса «Лето» на месте нынешней автостоянки по адресу: нехинская 52 строение 2